# Portmoneum
Portmoneum je dům v Litomyšli, v němž sídlí Museum Josefa Váchala. O vybudování muzea a záchranu Váchalových nástěnných maleb v domě se zasloužilo nakladatelství Paseka.

## Historie
Původně šlo o dům úředníka a místního sběratele umění Josefa Portmana, který byl přítelem grafika a spisovatele Josefa Váchala. Roku 1920 si jej pozval do Litomyšle, aby mu dům vyzdobil. Ten rád vyhověl a postupně až do roku 1924 jej vymaloval svým osobitým stylem. Jeho nástěnné malby mají poměrně složitou strukturu, která odráží Váchalovo vidění světa. Dům sám pak ve svém Krvavém románu srovnal s pražským Rudolfinem a nazval jej Portmoneum, sídlo hraběte Portmona.
Váchalovo dílo ale postupem času chátralo, zvláště se na stavu domu podepsal požár v 70. letech, a až roku 1990 se jej rozhodl zachránit Ladislav Horáček, majitel nově založeného nakladatelství Paseka. Z výtěžku dobře se prodávajícího Tarzana nakladatelství Portmanův dům koupilo od Národní galerie a angažovalo pražské restaurátory Jiřího Látala, Jaroslava Horálka a Jana Turského, technologa Ladislava Kryla a architekta Mikuláše Hulce. Těm se podařilo s využitím techniky transferu olejomalby zachránit, zároveň byl rekonstruován celý dům. V důsledku této realizace byla v Litomyšli založena Škola restaurování a konzervačních technik, zárodek pozdější Fakulty restaurování Univerzity Pardubice. 23. června 1993 se dům zpřístupnil veřejnosti a bylo v něm zřízeno Museum Josefa Váchala, které provozovalo nakladatelství Paseka. Portmoneum je chráněno jako nemovitá kulturní památka.
Po smrti Ladislava Horáčka prodali dědicové památku v roce 2016 Pardubickému kraji. Památka je ve správě Regionálního muzea v Litomyšli.